# Wuthering Heights (chanson)
Pour les articles homonymes, voir Wuthering Heights.
Pour un article plus général, voir Discographie et vidéographie de Kate Bush.
Singles de Kate Bush
Moving
(1978)
Pistes de The Kick Inside
The Man with the Child in His Eyes
(5) James and the Cold Gun
(7)
Wuthering Heights est une chanson de Kate Bush qui marqua le début de sa carrière. Elle apparaît d'abord sur son premier album, The Kick Inside (1978), puis est réenregistrée 8 ans plus tard pour sa compilation The Whole Story (1986).

## Le disque
Le single sort dans les bacs britanniques le 20 janvier 1978 sous le label EMI. La chanson dure 4 minutes et 26 secondes. La face B comporte une seconde chanson, Kite, ce qui explique la présence d'un cerf-volant (« kite » en anglais) sur la pochette du disque.

## Les paroles
Kate Bush écrit la chanson au piano à 18 ans en quelques heures après avoir vu l'adaptation cinématographique de 1970 du roman Les Hauts de Hurlevent d'Emily Brontë (dont le titre original est Wuthering Heights), et notamment les dernières minutes du film. Elle lit alors le roman et découvre qu'elle partage sa date anniversaire (le 30 juillet) avec Emily Brontë. Elle affirmera avoir écrit la chanson pour son album The Kick Inside en seulement quelques heures, tard dans la nuit, en regardant la Lune à travers une fenêtre de sa chambre pour trouver l'inspiration.
Les paroles sont ouvertement inspirées des pensées de Catherine Earnshaw, le personnage principal du roman, aussi bien dans le refrain (Bush reprend la célèbre phrase, « Let me in ! I'm so cold ! ») que dans les couplets qui reprennent la confession de Catherine avouant à sa servante qu'elle a des cauchemars (« Bad dreams in the night »).

## Le solo de guitare
La fin de la chanson laisse place à un solo de guitare interprété par Ian Bairnson, membre du groupe Alan Parsons Project. Le volume du solo est assez faible dans le mixage, ce que l'ingénieur du son Jon Kelly a affirmé regretter.

## Les clips vidéo
Un vidéo clip officiel est produit. Il est réalisé par Keith « Keef » Macmillan en studio, en 1978, et montre Kate Bush en fantôme de Catherine (l'héroïne du roman), vêtue d'une robe blanche dans une chorégraphie élaborée dans un décor sombre et embrumé de fumigènes. De nombreux effets visuels (dédoublement de la chanteuse, symétries, ralentis) agrémentent la réalisation.
Un autre la montre chantant cette fois en pleine nature, les pieds dans l'herbe, vêtue d'une robe rouge. La chorégraphie est similaire, mais les effets visuels ont disparu.
Rien van Wijk réalise un numéro spécial sur la chanteuse pour la télévision dans l'enceinte du parc d'attractions Efteling, à l'occasion de l'ouverture de Spookslot. D'autres clips y sont tournés : Moving, Them Heavy People, The Man with the Child in His Eyes, Strange Phenomena et The Kick Inside.

## Les ventes
À l'époque, Kate Bush avait déjà écrit une centaine de chansons et choisit celle-ci pour son premier disque, contre l'avis d'EMI qui lui préfère James and the Cold Gun, plus propice, selon le label, à lancer sa carrière. La chanteuse insiste et EMI décide de lui accorder cette faveur, espérant la convaincre de son « erreur de jeunesse ».
Le disque devient rapidement no 1 du UK Singles Chart et y reste quatre semaines, rendant Kate Bush célèbre et ravissant la première place à la chanson Take a Chance on Me du groupe ABBA.
Elle est ainsi la première femme à voir une chanson qu'elle a elle-même écrite et interprétée atteindre la première place. La chanson occupera également la première position en Australie, en Irlande et en Nouvelle-Zélande. La chanson est détrônée par Matchstalk Men and Matchstalk Cats and Dogs du duo britannique Brian and Michael dédiée à un artiste alors récemment disparu, L.S. Lowry. C'est ainsi qu'un classique de la littérature britannique laisse place à un hommage à un peintre de renom.
Un an plus tard, après un succès planétaire, EMI offre à la chanteuse un piano Steinway pour la féliciter, reconnaissant qu'il avait mal jugé le potentiel de la chanson de Kate Bush.

## Classements et certifications
| Classement (1978)                      | Meilleure position |
| -------------------------------------- | ------------------ |
| Royaume-Uni (UK Singles Chart)         | 1                  |
| Irlande (IRMA)                         | 1                  |
| Australie (Kent Music Report)          | 1                  |
| Suisse (Schweizer Hitparade)           | 8                  |
| Allemagne (Media Control AG)           | 11                 |
| Danemark (Tracklisten)                 | 4                  |
| Belgique (Flandre Ultratop 50 Singles) | 6                  |
| Autriche (Ö3 Austria Top 40)           | 17                 |
| Pays-Bas (Single Top 100)              | 3                  |
| Pays-Bas (Nederlandse Top 40)          | 4                  |
| Suède (Sverigetopplistan)              | 6                  |
| Norvège (VG-lista)                     | 7                  |
| Nouvelle-Zélande (RMNZ)                | 1                  |
| Espagne (Promusicae)                   | 10                 |
| France (IFOP)                          | 14                 |
| Finlande (Suomen virallinen lista)     | 4                  |
| Italie (FIMI)                          | 1                  |

| Classement (2012) | Meilleure position |
| ----------------- | ------------------ |
| Australie (ARIA)  | 39                 |
| France (SNEP)     | 75                 |

| Classement (2014) | Meilleure position |
| ----------------- | ------------------ |
| France (SNEP)     | 185                |

| Classement (1978)                     | Meilleure position |
| ------------------------------------- | ------------------ |
| Pays-Bas (Mega Single Top 100)        | 18                 |
| Royaume-Uni (Official Charts Company) | 10                 |

| Pays              | Certifications | Date          | Ventes certifiées |
| ----------------- | -------------- | ------------- | ----------------- |
| Royaume-Uni (BPI) | Or             | 1er mars 1978 | 500 000           |

## Postérité
Chaque année, le jour de son anniversaire, dans les parcs de plusieurs capitales, les fans de la chanteuse britannique, vêtus de rouge comme dans le clip de Wuthering Heights, reprennent ses titres phares et ses chorégraphies avant-gardistes.

### Les reprises

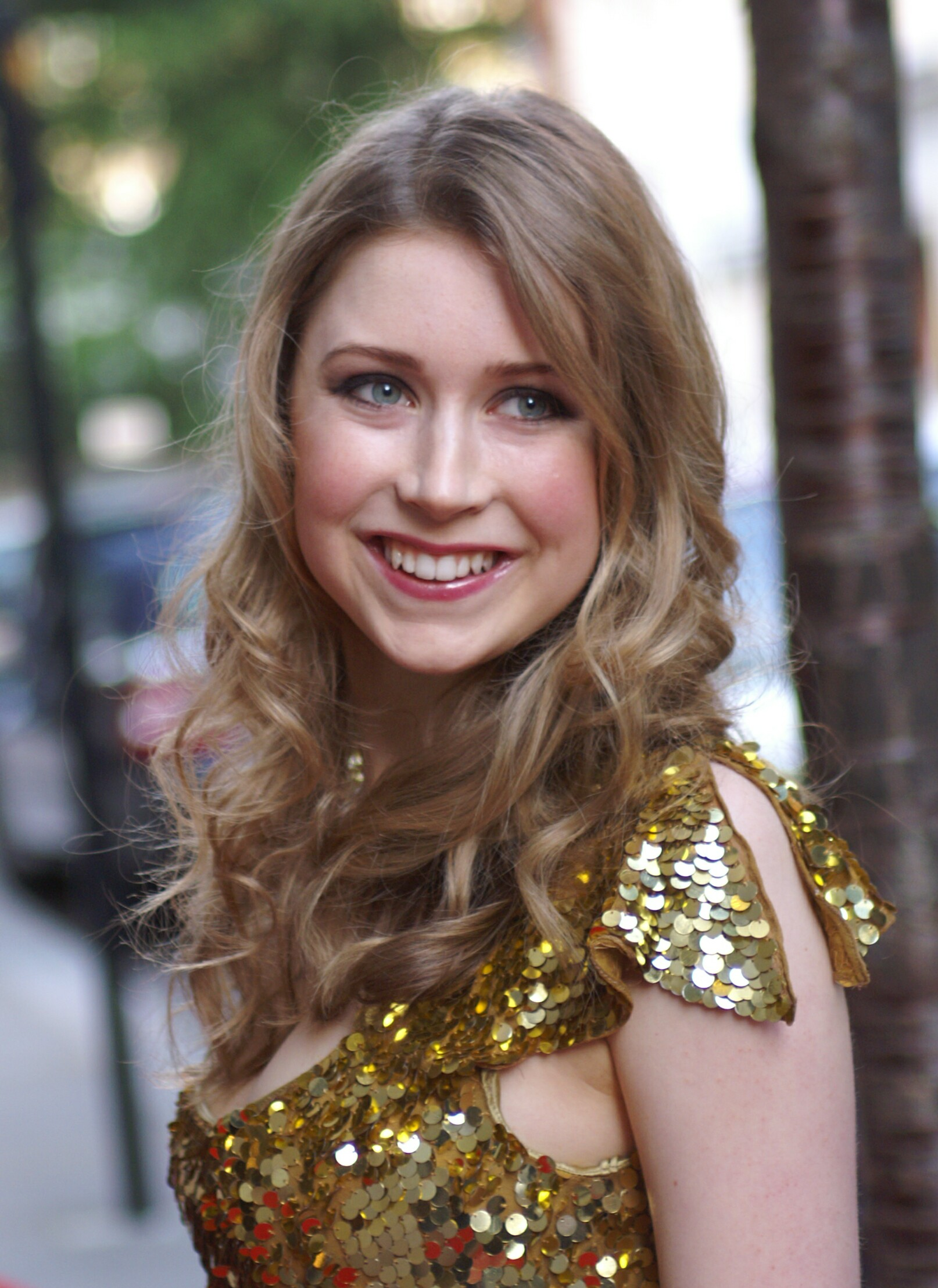
La chanteuse Hayley Westenra reprend Wuthering Heights dans son album Pure en 2003.

La chanson Wuthering Heights a été reprise par de nombreux artistes :
- en 1979 par Jah Wurzel dans l'album Hybrid Kids - Volume 1 de Fisher Morgan
- en 1980 par la chanteuse américaine Pat Benatar sur son second album Crimes of Passion
- en 1987 reprise par le groupe Tea For Two
- en 1992 par le groupe américain White Flag dans l'album Tannis Roots Presents - Freedom of Choice - Yesterday's New Wave Hits as Performed by Today's Stars
- en 1992 par le groupe de musique dance Kate Project.
- en 1993 par le groupe de power metal progressif mélodique et symphonique brésilien Angra dans leur album Angels Cry
- en 1993 par le groupe australien Mr Floppy dans leur album The Unbearable Lightness of Being a Dickhead
- en 1995 par DJ Isaac sur le titre Bad Dreams vous pouvez retrouver le titre sur Thunderdome 11 compilation de Hardcore Gabber
- en 1996 par le groupe punk rock britannique China Drum dans son album Goosefair
- en 1997 par Chuck White dans l'album-hommage Kate Bush Covered
- en 1999 par E-Clypse et Jemma Price dans l'album A Tribute To Kate Bush
- en 2000 par le chanteur australien James Reyne dans l'album The Andrew Denton Breakfast Show Musical Challenge - Putting the World's Best to the Test
- en 2003 par la chanteuse néo-zélandaise Hayley Westenra dans son album Pure
- en 2003 par la chanteuse italienne Cristina Donà dans son album Invisibile
- en 2004 par le chanteur irlandais Albert Niland dans son album Downtown Exit
- en 2004 par la chanteuse américaine Susan Egan dans son album Coffee House
- en 2004 par la chanteuse italienne Cristina Donà dans son album Rock 'n' Roll Revolution
- en 2004 par les italiens Mr Conte et Laura Valente dans une version house
- en 2005 par la chanteuse rock hollandaise Birgit Schuurman dans son album Sticky Tales
- en 2005 par le groupe américain The Decemberists en concert lors de la promotion de leur album Picaresque
- en 2005 par le groupe britannique The Ukulele Orchestra of Great Britain dans leur album Anarchy in the Ukulele
- en 2006 par le groupe féminin britannique The Puppini Sisters dans leur album Betcha Bottom Dollar
- en 2006 par le groupe The Sweptaways dans leur album Ooh aah
- en 2007 par le chanteur australien Josh Pyke dans la compilation No Man's Woman qui reprend des titres de chanteuses célèbres
- en 2009 par le groupe Indica dans leurs concerts live, en première partie du groupe de métal symphonique : Nightwish
- en 2011 par la chanteuse britannique Natalia Kills, qui a utilisé des éléments du refrain pour concevoir son single Free.
- en 2013 par la chanteuse française Nolwenn Leroy dans l'émission Taratata n°449 diffusée le 08 mars sur France 2.
- en 2023 par la chanteuse franco-américaine Cécile McLorin Salvant

Elle a été également reprise dans d'autres langues :
- en 1983, par la chanteuse italienne Mia Martini avec la chanson Cime tempestose dans son album Miei compagni di viaggio
- en 1996 par le groupe néoclassique italien Ataraxia avec la chanson La nuova margherita dans son album Il fantasma dell'opera
- en 2003, par la chanteuse islandaise Margrét Eir avec la chanson Heiðin há dans son album Andartak

Elle est interprétée a cappella par le personnage principal de la série télévisée britannique I'm Alan Partridge interprété par Steve Coogan.
La chanson de Kate Bush figure dans la bande originale du documentaire Tupac : Resurrection (2003). Le rappeur la classe d'ailleurs comme sa chanson préférée.